# Hy-Tone Records
Hy-Tone Records var ett amerikanskt oberoende skivbolag med säte i Chicago som var verksamt från 1946 till 1948. Bland artister som spelade in på bolaget märks Memphis Slim och Sunnyland Slim. Bolaget upphörde när King Records köpte upp en del av dess inspelningar.